# Cryptocellus tobagoensis
Espèce
Cryptocellus tobagoensis est une espèce de ricinules de la famille des Ricinoididae.

## Distribution
Cette espèce est endémique de Tobago à Trinité-et-Tobago.

## Systématique et taxinomie
Cette espèce a été décrite par Giribet et Benavides en 2021.

## Étymologie
Son nom d'espèce, composé de tobago et du suffixe latin -ensis, « qui vit dans, qui habite », lui a été donné en référence au lieu de sa découverte, Tobago.

## Publication originale
- Benavides, Daniels & Giribet, 2021 : « Understanding the real magnitude of the arachnid order Ricinulei through deep Sanger sequencing across its distribution range and phylogenomics, with the formalization of the first species from the Lesser Antilles. » Journal of Zoological Systematics and Evolutionary Research, vol. 59, no 8, p. 1850-1873.